# クロムウェルのアイルランド侵略
クロムウェルのアイルランド侵略（Cromwellian conquest of Ireland）は、清教徒革命（イングランド内戦、三王国戦争）のさなか、オリバー・クロムウェルによって率いられたイングランド議会軍によるアイルランド再占領のことである。

## 名称
「アイルランド反乱」（1641年）、「クロムウェルのアイルランド侵略」（1649年 - 1653年）の総称として『11年戦争』（英語: Eleven Years War、1641年10月 - 1653年4月）とも呼ばれている。

## 概要
1649年、クロムウェルは彼の指揮下にあるニューモデル軍と共にイングランドのランプ議会（議会派）の代理、アイルランド派遣軍司令官としてアイルランドに上陸した。1641年のアイルランド反乱以来、アイルランドはおおむねアイルランド・カトリック同盟の統治下にあったが、アイルランド・カトリック同盟はイングランド内戦において敗北した王党派（国王派）と1649年に同盟を結んでいた。
クロムウェルとその軍隊はアイルランドにおいてアイルランド・カトリック同盟と国王派の連合軍を撃破、アイルランドを占領した。これによりアイルランド同盟戦争は終結した。続いてクロムウェルはカトリック教徒（アイルランド人口の大多数）に対する刑罰法を可決させ、彼らから大量の土地を没収した。議会軍によるアイルランド再占領は残忍を極めたため、クロムウェルは現在でもアイルランドで嫌われている。
この悪行に対するクロムウェル（彼は最初の1年は直接指揮をとっていた）の責任の範囲は、今日においても激しい議論の対象である。近年になって何人かの歴史家は、クロムウェルによって行われたとされる行為の多くは、当時の戦争のルールでは許容されていたものであったか、もしくは扇動者によって誇張もしくはゆがめられたものであると主張したが、これらの主張は他の歴史家からは疑問を呈されている。議会派によるこれら行為の結果、アイルランド人口の15から25%程度が殺害もしくは亡命したと一般的には見積もられているが、50%以上もの人口減少を起こしたと主張する少数派もいる。

## 背景
イングランド内戦の勝者であるイングランド議会派が1649年にアイルランドへ派兵した理由はいくつかある。
- 1649年にアイルランド・カトリック同盟とチャールズ2世（処刑されたチャールズ1世の息子）およびイングランド国王派が同盟を結んだこと。このためアイルランドには国王派の部隊が派遣され、カトリック同盟の部隊がオーモンド侯ジェームズ・バトラーの指揮下におかれた。この狙いはイングランドに侵攻し君主制を復活することにあり、これは新生イングランド共和国にとって無視することのできない脅威であった。
- 仮にカトリック同盟が国王派と同盟を結ばなかったとしても、議会派がアイルランドの再占領を行った可能性は十分あり得る。彼らは三王国戦争のさなかにも議会軍をアイルランドに派兵していた（最大のものはマイケル・ジョーンズ（英語版）率いる1647年のもの）。彼らはアイルランドを、イングランド王国の一部として正当な統治下にあり、1641年のアイルランド反乱以来一時的に支配から外れている存在として見ていた。
- 加えて、議会派議員の多くが、1641年反乱の際に起きたイングランド人プロテスタント移民に対する残虐行為を罰したいと望んでいたこと。
- アイルランドのいくつかの都市（特にウェックスフォードとウォーターフォード）は1640年代にイングランド船を襲った私掠船の基地であったこと[7]。
- 議会派は内戦中の1642年以降探検家法（英語版）によって1000万ポンドの借款を集めたが、債権者にはアイルランド・カトリック反乱軍から没収した土地でそれを補償するとしていた。債権者に補償を行うには、アイルランドを侵略してその土地を没収する必要があった。
- クロムウェルやその軍隊の多くはピューリタンで、彼らからすればカトリックは異端であった。そのため彼らからすればこの侵略は十字軍であった。

## 経過

### ラスマインズの戦いとクロムウェルのアイルランド上陸
カトリック同盟の末期である1649年には、議会派の拠点はアイルランド東部レンスターの都市ダブリンに残されているだけであり、マイケル・ジョーンズ大佐が指揮をしていた。都市および議会派が上陸可能であった港を奪取するためにオーモンド侯指揮下の国王派とカトリック同盟の連合軍は、ダブリンの南に位置するラスマインズに集結した。
しかし国王派が展開中の8月2日、ジョーンズは奇襲を仕掛けこれを敗走させた（ラスマインズの戦い）。ジョーンズは4000人の国王派およびカトリック同盟兵士を殺害し、加えて2517人を捕虜としたと主張、クロムウェルはこの戦いを「驚くべき幸運、すばらしい、格好のタイミングで私たちにとって夢のようである」と評した。アイルランドの首都を維持できたこと、そして自分たちが安全に上陸可能な港を確保できたことを意味していたからである。
キンセールにおいてロバート・ブレイク提督がカンバーランド公ルパート率いる国王派艦隊の生き残りを封じ込めている間、クロムウェルは兵士と武装を満載した35隻の船で8月15日に上陸した。2日後には副司令官でクロムウェルの婿でもあるヘンリー・アイアトンがさらに77隻の船で上陸している。
オーモンド侯の軍隊は混乱の中ダブリン周辺から撤退した。ラスマインズでの予想外の敗北で彼らは意気消沈しており、短期間のうちに再度会戦することはできなかった。その結果オーモンド侯は、アイルランド東海岸の城塞都市を保持してクロムウェルの進軍を冬まで引き付けることを望み、「ハングリー大佐とシック少佐（つまり飢餓と病）」が彼らを漸減させることを願った。

### ドロヘダ攻城戦
上陸するや、クロムウェルはアイルランド東岸の他の都市を落とすために侵攻を開始した。増補とイングランドからの物流を能率的に運ぶためである。最初に陥落したのはダブリンの北50kmほどにある都市ドロヘダであった。ドロヘダにはアーサー・アーストン率いる国王派、カトリック同盟兵の連合軍3000人が駐留していた。
クロムウェル軍が9月11日にドロヘダ攻城戦で都市を攻略した際、クロムウェルの命令によって大部分の駐留兵とカトリック聖職者たちは大虐殺を受けた。多くの市民も略奪の際に犠牲になり、アーストンはラウンドヘッド（議会派清教徒のこと) らに、自身の木製義足で殴り殺された。駐留軍とドロヘダ市民（これには町の教会に避難していた1000人を含んでいた）への虐殺はアイルランドにおいて恐怖として受け取られ、今日においてもクロムウェルの過剰な残忍性を示すものとして記憶されている。しかし近年では、ドロヘダの虐殺は17世紀当時の攻城戦の標準的なそれと比べて異常に厳しいものではなかったという主張もある（たとえばトム・ライリーのCromwell, an Honourable Enemy, Dingle 1999）。
ドロヘダを抜いた後、1642年に上陸したスコットランドの国民盟約軍の生き残りからアイルランド北部のアルスター東部を奪取するために、クロムウェルはロバート・ヴェナブルスが指揮する5000人を差し向けた。彼らはスコットランド軍をリスナガーヴェイの戦いで破り、この地域の議会派軍と合流した。この軍は西アルスターのデリー（ロンドンデリー）周辺のイングランド人移民が元になっているもので、マウントラス伯チャールズ・クートが率いていた。

### ウェックスフォード、ウォーターフォード、そしてダンカノン

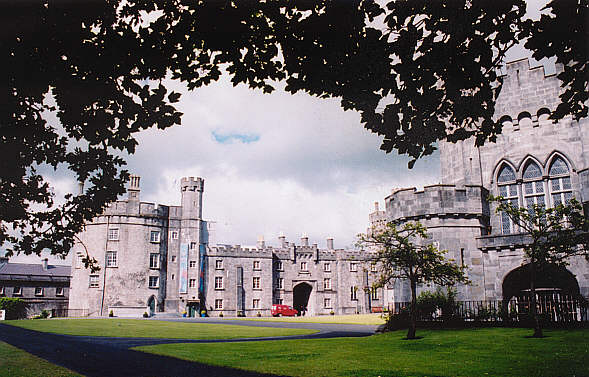
キルケニー城。カトリック同盟の首都であったキルケニーは1650年に陥落した。

ニューモデル軍はウェックスフォード、ウォーターフォード、そしてダンカノンの港を確保するために進軍した。ウェックスフォードはもう1つのいまわしい残虐行為（ウェックスフォードの略奪）があった都市である。10月に議会軍はウェックスフォードを包囲、降伏交渉が進行している最中に議会軍は町に侵入して略奪をはたらき、2000人の兵士と1500人の市民を殺害、町の多くを焼き払ったのである。
ウェックスフォードの略奪におけるクロムウェルの責任については意見が分かれている。彼は町への攻撃を命じておらず、軍が町に突入した時は降伏を協議している時であった。一方でクロムウェルを批判する人は、彼が軍を止める努力をほぼしておらず、事後にも罰をほとんど与えなかった点を指摘している。
おそらく、ウェックスフォードの略奪は議会派にとってはややマイナスであったと考えられる。町を破壊することは議会派がその港を使用できなくなることを意味しており、アイルランドに軍隊を派遣するための基地にできないということであった。第2に、ドロヘダとウェックスフォードにおける厳しい処置の結果はいっしょくたにされていた。また、将来的な抵抗を阻むという点ではある程度効果的であったかもしれない。国王派の指揮官であるオーモンド侯は、クロムウェル軍の恐ろしさによって自軍が麻痺していると考えていた。その後、ニュー・ロス、カーローやキルケニーといった町や都市はクロムウェル軍によって包囲されると、協議に従って降伏している。
一方で、ドロヘダやウェックスフォードの守備隊に対する大虐殺は、たとえ降伏しても殺されるとアイルランド人カトリック教徒に信じ込ませてしまったため、他の場所での抵抗を長引かせることになった。ウォーターフォード、ダンカノン、クロンメル、リムリックそしてゴールウェイといった都市は断固とした抵抗の後降伏した。クロムウェルはウォーターフォードもダンカノンも抜くことができなかったため、ニューモデル軍は冬期用の営舎へ退かねばならず、そこで兵士に多数の病死者 (主に腸チフスと赤痢) が出た。結局、ウォーターフォードとダンカノンは長い包囲戦（ウォーターフォード包囲戦）の末翌1650年に降伏した。

### クロンメルとマンスター侵略

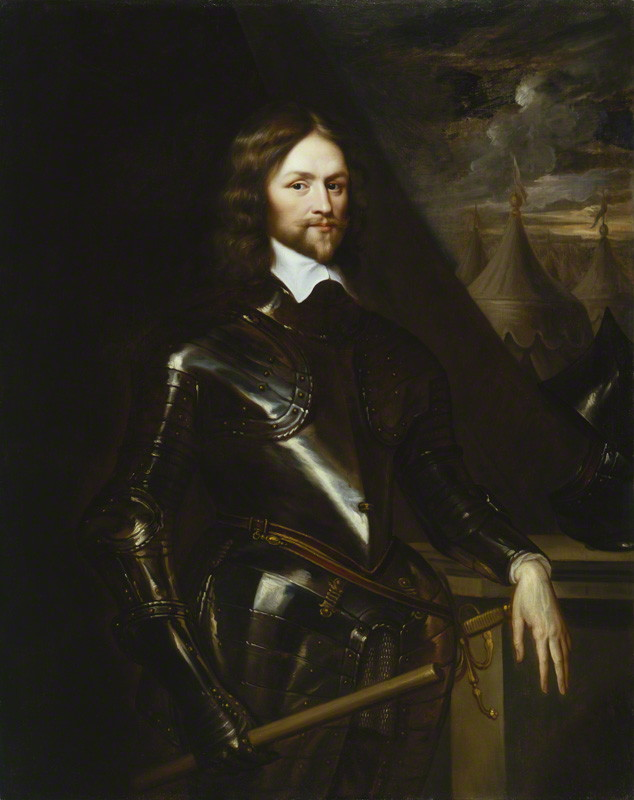
ヘンリー・アイアトンクロムウェルは1650年にアイルランドにおける議会軍の指揮権を彼に渡した。後に1651年のリムリック包囲戦中に病没。

春が来ると、クロムウェルは残っていたアイルランド南東部の城塞都市を掃討した。こちらはカトリック同盟の首都であったキルケニーが交渉に従って降伏したことが特筆される。ニューモデル軍は1650年4月から5月に行ったクロンメル包囲戦で、城壁を攻撃した際に撃退され最大2000人もの死傷者を出し、この侵略で唯一となる手痛いしっぺ返しを受けた。にもかかわらず町は翌日に降伏している。
キルケニーやクロンメルにおける彼のふるまいはドロヘダやウェックスフォードでのそれと対比されるかもしれない。クロムウェル軍は先述の2つの都市で大きな損害を受けていたにもかかわらず、市民の生命と財産の保証、さらには都市を守っていた（武装を解除していない）アイルランド軍兵士の退避が盛り込まれている降伏条約を、クロムウェルは尊重した。議会派の司令官側のこのような姿勢の変化は、過度の虐殺がアイルランドの抵抗を長引かせていたことを認めていたためかもしれない。一方で、ドロヘダとウェックスフォードでは降伏合意は成立しておらず、17世紀中期のヨーロッパ本土での一般的な攻城戦ルールからすれば、このような場合は慈悲は与えられなかった。この点をもってクロムウェルの姿勢は変わっていなかったと主張することもできる。
オーモンド侯率いる国王派はいまだに南部マンスター地方の大部分を保持していたが、コークに位置する味方の要塞で反乱が起きて裏をかかれることになった。反乱を起こしたのはブリテン島から赴任していたプロテスタント軍で、1648年までは議会派として戦っており、カトリック同盟と共に闘うことには腸が煮え繰り返る思いであった。反乱軍はコークとマンスターの大部分をクロムウェルに引き渡し、さらに在郷のアイルランド人駐留軍を5月10日のマクルームの戦いで打ち破った。アイルランド軍と国王派軍はシャノン川を超えて西部のコノート地方に撤退し、マンスターにとどまった軍はケリー県の要塞に撤退した。

### 国王派連合の崩壊
5月、チャールズ2世は父（チャールズ1世）がカトリック同盟と結んでいた同盟を破棄した。これはカトリック同盟よりもスコットランドの国民盟約との同盟を選んだためである（ブレダ条約も参照）。これはオーモンド侯のアイルランドにおける国王派の長としての地位を完全に引きずり下ろす形になった。
クロムウェルはアイルランドのプロテスタント系国王派に対して寛大な降伏条約を提示し、結果多くが降伏もしくは議会派側へつくことになった。これによりアイルランドにはアイルランドカトリック兵の残党と、徹底抗戦の構えを崩さない少数のイングランド人国王派だけが残ることになった。また、先述の点から、司教や聖職者を含む多くのアイルランド人カトリック教徒には、なぜオーモンド侯の主君である国王が自分たちとの同盟を拒否したこの期に及んでも、彼がリーダーであることを認めているのかという疑問が出た。5月、クロムウェルは第三次イングランド内戦（1649年 - 1651年）においてスコットランドの国民盟約と戦うためにアイルランドを去り、指揮権は副司令官アイアトンに移された。

### スキャリフホリスとアルスター軍の崩壊
残されたアイルランド人と国王派の中でもっとも強大なものは6,000人を擁するアルスターの軍団で、これは1649年に死亡したオーウェン・ロー・オニールが以前率いていたものであった。しかしこの軍団は当時、ヒーバー・マクマホンという経験未熟なカトリック司教が率いていた。
アルスター軍は6月にドニゴールで、おもにイングランド移民で構成される議会軍およびマウントラス伯が率いる軍と激突した（スキャリフホリスの戦い）。アルスター軍は総崩れとなり2,000人もの戦死者を出し、マクマホンや大部分のアルスター軍の指揮官が戦死もしくは捕らえられ処刑された。最後の強大な反議会派野戦部隊が敗退したことにより、議会派はアルスターの北部を確保した。マウントラス伯の軍は北部におけるカトリック勢力最後の拠点チャールモントにおける包囲戦（チャールモント包囲戦）で大損害を受けたにもかかわらず、アイルランド南部および西海岸になだれ込むことができた。

### リムリックとゴールウェイの包囲

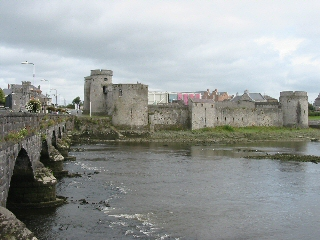
リムリックのキング・ジョンズ・カッスルとソーモンド・ブリッジ。アイアトンは長い包囲の末1651年にリムリックを落とした。

10月、議会派はシャノン川を越えてコノートの西部に入った。アイルランド人貴族であるクランリカード侯ウリック・バーク率いる軍はこれを食い止めようとしたがミーリック島の戦いで奇襲を受け敗北した。
オーモンド侯は負け戦が続いたためにアイルランド人と国王派からの信頼を失い、もはや彼が指揮していた軍、特にカトリック同盟からは完全に信用を失っていた。オーモンド侯は12月にフランスに逃れ、彼の代わりにクランリカード侯が指揮官になった。だがアイルランド人と国王派の連合軍はシャノン川の西岸に追い詰められ、強固な城塞で守られたアイルランド西岸の都市リムリックとゴールウェイを守りきることに最後の望みをかけた。これらの都市は強固な近代的防御力を誇り、ドロヘダやウェックスフォードのような直接攻撃では落とすことはできなかった。
アイアトンがリムリックを包囲する一方でマウントラス伯はゴールウェイを囲んだが（リムリック包囲戦、ゴールウェイ包囲戦）、堅固な防御で固められた都市を落とすことができず、代わりに兵糧攻めを行い飢えと病気で降伏せざるを得なくしようとした。ケリーからのアイルランド軍は南からリムリックを救援しようとしたが、ノックナクラシーの戦いで迎撃され敗北した。結果リムリックは1651年に、ゴールウェイも翌1652年に陥落した。しかし病は無差別に、そして何千もの議会派軍を殺し、アイアトンも疫病で1651年にリムリックの外にて陣没した。以後はチャールズ・フリートウッドとエドマンド・ラドローが征服活動を進めていった。

### ゲリラ戦と飢餓と疫病

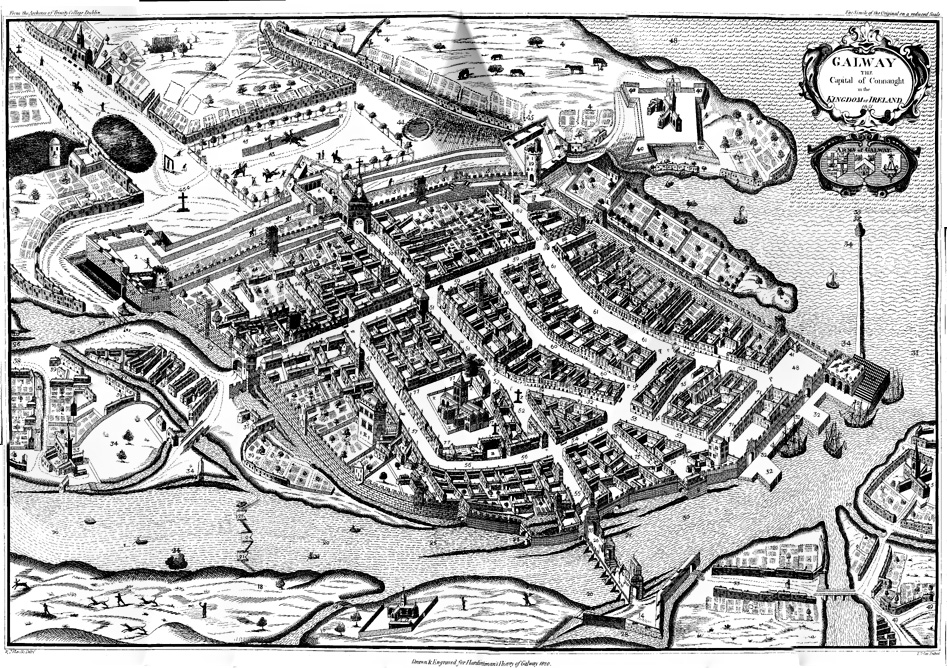
強固な陣地を築いた1651年のゴールウェイ。ここは議会派が落とした最後のアイルランド人拠点で、1652年に降伏した。

ゴールウェイの陥落はクロムウェルの侵略に対する組織的抵抗の終結を表していたが、議会派に対して小規模のアイルランド人部隊がゲリラ戦を開始したため戦いは続いた。
ゲリラ戦への移行は1650年後半から始まっており、1651年にアイルランド人と国王派の連合軍が敗北したにもかかわらず、議会派に対抗する兵士はまだ30,000人ほどいると推測された。トーリー（Tories。アイルランド語の単語tóraidheから「ならず者」の意）はアレン湿地帯やウィックロー山地、そしてドラムリンといった移動の難所から数か月内で活動し、議会派は大規模行軍を除いては極めて危険な状態になった。アイアトンは1650年にトーリーを鎮圧するためウィックロー山地へ征討を行うが、成功しなかった。
1651年前半には、イングランドの輜重隊は軍事拠点から2マイル以上行軍する場合安全ではなかったと報告された。それにこたえて、議会派軍はトーリーを支援していると考えられた一般人を強制的に追い立て、食糧供給源を破壊した。ジョン・ヒューソンはウィックロー県とキルデア県で組織的に食糧備蓄を破壊し、ハードレス・ウォーラーもクレア県のバレン（Burren）で同様に、クック大佐もウェックスフォード県で同じことを行った。その結果、アイルランドのあちこちで飢饉が発生、腺ペストの流行が状況をさらに悪化させた。
ゲリラ戦が長く続いたため、議会派は1651年4月付でウィックロー県や多くの南部県を今の言葉でいう無差別砲撃地帯とし、見つけたら誰でも「敵として殺害、滅ぼし、さらに彼らの家畜や資産は敵の持ち物として取るか奪うかすべし（taken slain and destroyed as enemies and their cattle and good shall be taken or spoiled as the goods of enemies）」とした。この戦術は1603年に終結した9年戦争でも効果的であった。加えて捕虜を年季奉公人として西インド諸島 (特にバルバドスなど。バルバドスではその子孫はレッドレッグと呼ばれた) に売り払うことも始まり、イングランド共和体制のもと合計12,000人が奴隷として売り払われた。
戦争のこの時期は一般市民の犠牲が大きく、戦争、飢饉、そして疫病の組み合わせはアイルランドの住民に莫大な死者を出した。ウィリアム・ペティは1641年以来のアイルランドにおける犠牲者数を618,000人以上、もしくは戦前の人口の40％と見積もった（ダウン・サーヴェイより）。このうち400,000人はカトリック教徒で、167,000人は戦争や飢餓で直接的に殺され、残りは戦争に関連する疫病で死亡したと見積もった。
結局、ゲリラ戦は議会派が1652年に降伏条約を発表すると終結した。これはアイルランド軍が、イングランド共和国との戦争で戦わないという条件付きで、外国へ渡り軍に加わることを許可したものであり、ほとんどはフランスもしくはスペインに渡った。ジョン・フィッツパトリック（John Fitzpatrick。ラインスター）、エドマンド・オドワイアー（Edmund O'Dwyer。マンスター）、エドマンド・デイリー（Edmund Daly。コノート）といった最大規模のアイルランドゲリラ軍はその年の5月にキルケニーで調印された条約により降伏したが、同年の終わりにも、11,000人ほどがまだ地域（大部分はアルスター）に存在していると考えられていた。
最後のアイルランドと国王派の連合軍（フィリップ・オライリーに率いられていたアルスターのカトリック連合の生き残り）は1653年4月27日、キャバン県Cloughoughterにおいて正式に降伏した。しかし、小規模のゲリラ戦はその後10年あまり続き、広範囲に無法地帯が広がり強盗団がはびこることになった。トーリーの一部がただの強盗団（アウトロー）であったことは疑いがないが、一方で他のトーリーには政治的な動機があった。

## クロムウェルによる土地資産処分
クロムウェルはアイルランドのカトリック教徒に対して極めて厳しい土地処分を強要した。これは彼のカトリックに対する根深い反感のためと、1641年のアイルランド反乱、特にアルスターにおけるプロテスタント移民の虐殺を罰するためであった。また、彼は軍隊の給金を払うために金を集める必要があり、1642年に探検家法によって資金提供を受けていたロンドンの商業者にそれを返す必要があった。
1641年のアイルランド反乱に関係した人は誰であっても処刑され、カトリック連合に加わったすべての人の土地は没収され、さらに数千人が奴隷として西インド諸島に移送された。戦争に加担しなかったカトリック地主は、補償としてコノートの土地を請求する権利があったにもかかわらず、彼らの土地は没収された。加えて、カトリックは都市に住むことを許されなかった。カトリック連合と国王派の連合軍で戦ったアイルランド人兵士は、かなりの数がスペインやフランスの軍で職を見つけるために国を去った。ウィリアム・ペティはこの数を54,000人と推測している。カトリックの儀式は禁止され、聖職者の捕縛に対しては懸賞金が支給された。聖職者たちは見つかった場合処刑された。
長期議会は探検家法に署名したが、これは議会派の債権者は債務の返還を、アイルランドで没収された土地をその補償として請求できることが記されていた。さらに、アイルランドに従軍した議会派の兵士は賃金の代わりに、アイルランドで没収された土地を割り当てられる権利があったが、議会は賃金を完全に支払うことができなかった。その結果、ニューモデル軍の何千もの古参兵士がアイルランドに移住した。加えて、戦前からのプロテスタント移民は所有している土地を大きく増やした（クロムウェル派の植民地域を参照）。戦前にアイルランド人カトリック教徒はアイルランド島全土の60％を所持していたが、イングランド王政復古の際カトリック国王派に補償がなされたときには、20％にまで低下していた。共和制時代の期間中にカトリック地主は8％にまで減っていた。さらに1660年の王政復古後でさえ、カトリック教徒はアイルランド議会はともかくとしてすべての官公庁から締め出されていた。

## 史的な議論
アイルランドにおける議会派軍の軍事行動は三王国戦争中においてもっとも情け容赦のないものであった。特にドロヘダとウェックスフォードでのクロムウェルの行動は、彼に虐殺者であるという評価をもたらした。
しかし、クロムウェル寄りの立場をとる人は、彼のアイルランドの行動は当時の水準からすれば極端に残酷なものではなかったと主張する。クロムウェル自身は、彼がアイルランドにいた際の厳しい仕打ちは、自身に逆らった「武装した兵士」にだけ行ったと主張した。それでもドロヘダは大虐殺であったと考えていた同時代の証拠があり、これは歴史家にも頻繁に取り上げられる見方であるにもかかわらず、民間人を虐殺した責任についてはいまだに議論がある。
公式的には、ダブリンでのクロムウェルの命令は、彼がそこに到着した直後に以下のように行われている。
| 「 | 「私はここに警告する……すべての指揮官、兵士そしてそのほか私の指揮下にあるものは、市民もしくはあらゆる人々に対し、暴力や間違いをしてはいけない、実際に敵として武装していたり職についていない限りは……彼らに対しては反対に、彼らにとって最大の危難で答えよ。」 | 」 |

| 「 | "I do hereby warn....all Officers, Soldiers and others under my command not to do any wrong or violence toward Country People or any persons whotsoever, unless they be actually in arms or office with the enemy.....as they shall answer to the contrary at their utmost peril". | 」 |

この命令の目的の少なくとも一つは、軍の食糧やそのほか必需品を地元住民が販売してくれるように保険を掛けておくことであった。1650年にはミーリック島の戦いにおいて、議会軍のダニエル・アクステル大佐が、指揮下の兵によって行われた残虐行為のために軍法会議にかけられたことも注視する必要がある。
クロムウェルの批判者は、カトリック住民に彼への抵抗を訴えるカトリック司教に対する、彼の返答に注目する。彼は「カトリック住民を虐殺し、追放し、滅ぼす（massacre, banish and destroy the Catholic inhabitants）」という意図はなかったと述べているが、「もし彼らが抵抗するなら私は、彼らに降りかかる苦痛と破壊、血と破滅から自由にすることを願い、彼らに対して最高度の激烈を行使することを喜ぶだろう（if they did resist I hope to be free from the misery and desolation, blood and ruin that shall befall them, and shall rejoice to exercise the utmost severity against them.）」としている。
また、トム・ライリーの『Cromwell, an Honourable Enemy』によって近年論じられるが、ドロヘダやウェックスフォードで起きたことは、17世紀当時の攻城戦の標準からすれば異常というほどのものではなく、陥落した町に駐留していた軍は、将来の抵抗を抑えるためにふつうは殺された。雑誌「ヒストリー・アイルランド」はこの見方を退けている。「彼（ライリー）の主な命題である、クロムウェルはドロヘダやウェックスフォードで命を奪う道徳的な権利はなかっただろうが『しかし、彼の側からすればしっかりした規則を持っていたのは疑いない』、というのは考査に耐えられないものである」とした。似たような意見ではジョン・モリル (John Morrill) が「名誉回復の大きな試みはトム・ライリーのAn Honourable Enemy (London, 1999)で試みられたが、しかし大部分は他の学者に撥ねつけられている」とコメントした。さらにクロムウェルの史的批判者は、当時でさえもドロヘダやウェックスフォードでの殺害は残虐行為と考えられていた点を指摘する。批判者たちは、アイルランドにおけるアイアトン死後の議会派司令官であるエドマンド・ラドローのような史料を引き合いに出す。彼はドロヘダでクロムウェルが使った戦術を「並はずれて厳しい（extraordinary severity）」と書き残している。
アイルランドにおけるクロムウェルの行動は、相互にむごたらしい戦争の流れの中で起こっている。1641年から42年のアルスターにおけるアイルランド反乱軍は、プロテスタント移民（彼らは、以前はカトリックの所有地であったのを自分たちの為に追い出して、その土地に住んでいた）が逃げだす前に4,000から12,000人を殺害した。アイルランドにおける英国系プロテスタント移民を、アイルランド人カトリック教徒が皆殺しにしようと企てているとプロテスタントが宣伝したため、この出来事は誇張された。次いで、このことはイングランド議会派およびスコットランド国民盟約軍において、アイルランドのカトリック教徒への復讐を正当化するために用いられた。1655年の議会派のパンフレットは「ジェントリ、聖職者そして平民からなるすべてのアイルランド人国民は、総体としてこの喧噪について、彼らの中に含まれるイングランド系プロテスタントを探し出し撲滅すると誓っている（the whole Irish nation, consisting of gentry, clergy and commonality are engaged as one nation in this quarrel, to root out and extirpate all English Protestants from amongst them.）」と主張している。ある歴史家はこれを「(1641年の大虐殺は) クロムウェルの大虐殺行為と土地処分を正当化する理由となっていた (It [the 1641 massacres] was to be the justification for Cromwell's genocidal campaign and settlement.)」とまで言い放った。
戦争が進んでいくと、残虐行為はいたるところで見られるようになった。モンロー将軍率いるスコットランド国民盟約軍（1642年にスコットランド議会によりアイルランドへ派兵）の兵士は、1642年1月9日マギー島において最大3,000人のカトリック教徒を虐殺した。議会軍の司令官であった第6代インチクィン男爵（後の初代インチクィン伯爵）マロー・オブライエンは、1647年のキャセルの略奪の中、コークにおいて駐屯軍とカトリック聖職者（その中にはシーオボルト・ステープルトンも含まれていた）を虐殺し、「苛烈なマーロウ（Murrough of the Burnings）」とあだ名された（その後インチクィン男爵は1648年に寝返って国王派軍の指揮官になっている）。ダンガンズ・ヒルの戦いやスキャリフフォリスの戦いを経て、イングランド議会軍はアイルランド人カトリック教徒の捕虜を殺害した。同様にカトリック同盟の将軍であるタラ子爵トマス・プレストンはメイヌースを落とした際、カトリック教徒の守備兵を背教者としてくくり首に処した。
幾人かは、このような観点で見ていくと、1649年から1653年の議会派の軍事行動の苛烈さは、クロムウェルが長い間戦うことができなかったことを考えれば、異常ではないと主張した。繰り返すが、このことについては上述した通り激しい議論がある。
それでも、1649年から53年の軍事行動がアイルランドの一般市民に悪名高い記憶として残り続けているのは、アイルランド人に膨大な犠牲者数が出たという責任がある為である。この原因は、アイアトン、ジョン・ヒューソンやラドローといった指揮官が、1650年からカトリック住民に対して行った対ゲリラ戦術であり、この時期は国の広い地域でいまだに議会軍に対する抵抗が続いていた。この戦術は無差別に、収穫物を焼き払い、人々を移動させ、一般市民を殺害した。この方針は国中で飢饉を引き起こし「1,400,000人のアイルランド総人口のうち死亡した約600,000人の大多数に対して責任がある」とされた。
加えて、戦後のアイルランドにおけるクロムウェル派の植民地すべては、マーク・レーベン（Mark Levene）やアラン・アクセルロッド (Alan Axelrod) といった歴史家によって、アイルランド人カトリック教徒を東部の県から排除しようとした民族浄化であると描写された。また、歴史作家のティム・パット・クーガン (Tim Pat Coogan) は、クロムウェルやその部下の行動を、ジェノサイド（大量虐殺）として描写した。
クロムウェルの軍事行動と土地処分の余波は、カトリック教徒地主の広範囲での追い出しと、膨大な人口減少であった。結局、生き残った貧しいカトリック教徒はそれほど多くは西に移動することはなく、新しい地主のもとで自活せざるを得なかった。

## 長期的な結果
クロムウェルのアイルランド侵略は、アイルランドの英国植民地化を完了させた。アイルランド人カトリック教徒の地主層を崩壊させ、英国のアイデンティティを持つ入植者が彼らにとって代わることになった。クロムウェルの土地処分によって起きた苦しみは、17世紀以降のアイルランドのナショナリズムの強烈な源であった。
1660年の王政復古の後、チャールズ2世はイングランドの前議員たちからの政治的支持を必要としていたため、3分の1ほどの土地（すべてではない）を元の地主に返還した。1世代ほど後の名誉革命において、アイルランド人カトリック教徒地主層は、残るクロムウェル植民地を取り戻すため、ウィリアマイト戦争（1689年 - 1691年）において大挙してジャコバイトの為に戦ったが彼らは再び敗れ、1660年以降返還された土地の多くを喪失した。
結果として、アイルランドとイングランドのカトリック教徒は1829年のカトリック救済法が出されるまで英国の正式な政治市民となることができず、1778年から1793年の間までは価値のある権利として土地を所有することも法的に認められていなかった。

## 関連文献
- Canny, Nicholas P. Making Ireland British 1580-1650, Oxford 2001, ISBN 0198200919
- Gentles, Ian. The New Model Army, Cambridge 1994, ISBN 0631193472
- O'Siochru, Micheal, God's Executioner- Oliver Cromwell and the Conquest of Ireland, Faber & Faber, London, 2008.
- Plant, David. Cromwell in Ireland: 1649-52, British Civil Wars, Retrieved 22-09-2008
- Prendergast J.P., The Cromwellian Settlement of Ireland , Dublin 1868
- Stradling, R.A. The Spanish monarchy and Irish mercenaries, Irish Academic Press, Dublin 1994.